# Inercyjne uwięzienie elektrostatyczne plazmy
Inercyjne uwięzienie elektrostatyczne plazmy (skrót ang. IEC) to koncepcja polegająca na uwięzieniu plazmy przy użyciu pola elektrostatycznego. Pole to przyspiesza naładowane cząstki (jony albo elektrony) promieniście do wewnątrz, zwykle w geometrii sferycznej, ale niekiedy w cylindrycznej. Jony mogą być więzione przy użyciu IEC aby uzyskać kontrolowaną syntezę termojądrową w fuzorach i reaktorach typu polywell.